# Федосов, Иван Никитович
Ива́н Ники́тович Федо́сов (1921—1985) — сержант Рабоче-крестьянской Красной армии, участник Великой Отечественной войны, Герой Советского Союза (1945).

## Биография
Иван Федосов родился 20 января 1921 года в селе Челновая (ныне — Сосновский район Тамбовской области). После окончания шести классов школы работал в колхозе. В 1940 году Федосов был призван на службу в Рабоче-крестьянскую Красную Армию. С 1941 года — на фронтах Великой Отечественной войны.
К апрелю 1945 года гвардии сержант Иван Федосов командовал отделением 51-го гвардейского отдельного сапёрного батальона 13-го гвардейского стрелкового корпуса 43-й армии 3-го Белорусского фронта. Отличился во время штурма Кёнигсберга. 6 апреля 1945 года отделение Федосова проделало проходы в немецких проволочных и минных заграждениях, после чего с тремя товарищами заложил фугас и подорвал дот, что способствовало успешному штурму основными силами форта.
Указом Президиума Верховного Совета СССР от 19 апреля 1945 года гвардии сержант Иван Федосов был удостоен высокого звания Героя Советского Союза с вручением ордена Ленина и медали «Золотая Звезда». Был также награждён орденами Отечественной войны 1-й и 2-й степеней, орденом Красной Звезды и рядом медалей. В Калининграде именем Ивана Федосова названы улица и школа.
После окончания войны Федосов был демобилизован, несколько лет, будучи командированным, работал водителем на освоении целинных земель в Казахстане.
Проживал и работал в Дубоссарах. Скончался 27 марта 1985 года. Похоронен у подножия Кургана Славы в Дубоссарах (между пригородными сёлами Дзержинское и Дороцкое. В Дубоссарах 5 мая 2010 года были открыты гранитные бюсты Героям Советского Союза, похороненным на Кургане Славы: Ивану Красикову, Григорию Корнееву, Ивану Шикунову, Николаю Алферьеву и Ивану Федосову (в честь них названы улицы в городе Дубоссары в непризнанной Приднестровской Молдавской Республике.